# Discografia Ioanei Radu
Discografia cântăreței Ioana Radu cuprinde discuri de gramofon, viniluri, casete audio, CD-uri, DVD-uri, ce prezintă înregistrări realizate la casele de discuri Odeon și Electrecord și la Societatea Română de Radiodifuziune.
În prima parte a carierei, cântăreața a imprimat piese la casa de discuri Odeon, din 1940, în București. Din 1949 face imprimări pentru casa de discuri de stat Electrecord. 

## Discuri Odeon
| An   | Număr de catalog | Format                 | Piese                                                                  | Acompaniament          |
| 1940 | 277 445          | shellac, 25 cm, 78 RPM | La puțul cu cinci izvoare Foae verde micșunea (Dorule și-o boală grea) | orchestra Vasile Julea |
| 1940 | 277 446          | shellac, 25 cm, 78 RPM | M-a îmbătrânit supărarea Piatră, piatră                                | orchestra Vasile Julea |
| 1940 | 277 461          | shellac, 25 cm, 78 RPM | Dii, dii, dii murgule dii (horă) Am în vale patru boi (horă)           | orchestra Vasile Julea |
| 1940 | 277 462          | shellac, 25 cm, 78 RPM | I-auzi lele, popa toacă (cântec) Inimă cu venin mult (cântec)          | orchestra Vasile Julea |
| 1940 | 277 474          | shellac, 25 cm, 78 RPM | De cine dorul se leagă Pădure și iar pădure                            | orchestra Vasile Julea |
| 1940 | 277 475          | shellac, 25 cm, 78 RPM | Foaie verde măr domnesc Mie-mi spune inima                             | orchestra Vasile Julea |

## Discuri Columbia[2]
| An   | Număr de catalog     | Format                 | Piese                                                                                           | Acompaniament            |
| 1949 | DR 438               | shellac, 25 cm, 78 RPM | Dorul nostru a fost dor mare (folclor nou) Mi s-a rupt căruța-n drum                            | taraful Fănică Fir-Lalea |
| 1949 | DR 439               | shellac, 25 cm, 78 RPM | De n-ar fi ochi și sprîncene Ce folos de-așa câmpie                                             | taraful Fănică Fir-Lalea |
| 1949 | DR 440               | shellac, 25 cm, 78 RPM | Maică urâtul mă cere (folclor nou) Ridică mândro perdeaua                                       | taraful Fănică Fir-Lalea |
| 1949 | DR 451 (folclor nou) | shellac, 25 cm, 78 RPM | Foaie verde foi de nuc (Cale nouă vreau s-apuc) Frunză verde de pelin (Ce să fac, pământ puțin) | taraful Fănică Fir-Lalea |
| 1949 | DR 452 (folclor nou) | shellac, 25 cm, 78 RPM | Vine Streiul dinspre munte De cum se crapă-n zori                                               | taraful Fănică Fir-Lalea |

## Discografie Electrecord

### Discuri de gramofon
| An   | Număr de catalog | Format                  | Piese                                                            | Acompaniament                                                                           |
| 1942 | 1425             | shellac, 25 cm, 78 RPM  | Piatră, piatră Dă Doamne și omului                               | orchestra Dumitru Spirescu-Oltenița                                                     |
| 1942 | 1426             | shellac, 25 cm, 78 RPM  | La puțul cu cinci izvoare Când o fi la moartea mea               | orchestra Dumitru Spirescu-Oltenița                                                     |
| 1944 | 1547             | shellac, 25 cm, 78 RPM  | Mugur, mugurel Cine-a pus cârciuma-n drum                        | orchestra Dumitru Spirescu-Oltenița                                                     |
| 1944 | 1549             | shellac, 25 cm, 78 RPM  | Ușor puiule, ușor Broboada                                       | orchestra Dumitru Spirescu-Oltenița                                                     |
| 1944 | 1550             | shellac, 25 cm, 78 RPM  | Nu mai beau vin I-auzi valea cum răsună                          | orchestra Dumitru Spirescu-Oltenița                                                     |
| 1944 | 1556             | shellac, 25 cm, 78 RPM  | Puiul țații, pui, pui Argintaru-i argintar                       | orchestra Dumitru Spirescu-Oltenița                                                     |
| 1954 | EPA 1868         | shellac, 25 cm, 78 RPM  | Am o mândră mititică Tudorițo, nene                              | Orchestra „Grigoraș Dinicu”, dirijor Ionel Budișteanu                                   |
| 1955 | EPB 5063         | shellac, 25 cm, 78 RPM  | 1. Din ochii care-au plâns vreodată 2. Te aștept pe-același drum | O.M.P.R., dirijor Victor Predescu (1), O.M.P.R., dirijor Nicușor Predescu (2)           |
| 1956 | EPB 5079         | shellac, 25 cm, 78 RPM  | 1. Anicuța neichii dragă 2. M-a mânat mama la vie                | Orch. „Grigoraș Dinicu”, dir. I. Budișteanu (1), O.M.P.R., dirijor Nicușor Predescu (2) |
| 1956 | EPB 5080         | shellac, 25 cm, 78 RPM  | 1. Toată lumea-mi zice lotru 2. De la moară pân' la gară         | O.M.P.R., dirijor Nicușor Predescu (1), Orch. „Grigoraș Dinicu”, dir. I. Budișteanu (2) |
| 1956 | EPB 5081         | shellac, 25 cm, 78 RPM  | 1. Mi-e dor 2. Trece-un car cu boi pe drum                       | O.M.P.R., dirijor Nicușor Predescu (1), Orch. „Grigoraș Dinicu”, dir. I. Budișteanu (2) |
| 1956 | EPB 5084         | shellac, 25 cm, 78 RPM  | Destăinuire                                                      | O.M.P.R., dirijor Nicușor Predescu                                                      |
| 1956 | EPA 2082         | shellac, 25 cm, 78 RPM  | Bulgăraș de gheață rece                                          | Orchestra „Grigoraș Dinicu”, dirijor Ionel Budișteanu                                   |
| 1956 | EPA 2083         | shellac, 25 cm, 78 RPM  | Geaba-i lună, geaba-i stele                                      | Orchestra „Grigoraș Dinicu”, dirijor Ionel Budișteanu                                   |
| 1956 | EPA 2084         | shellac, 25 cm, 78 RPM  | Dor de răzbunare                                                 | O.M.P.R., dirijor Nicușor Predescu                                                      |
| 1956 | EPA 2156         | shellac, 25 cm, 78 RPM  | M-aș duce și eu la nuntă                                         | O.M.P.R., dirijor Victor Predescu                                                       |
| 1956 | EPA 2225         | shellac, 25 cm, 78 RPM  | Dealu-i deal și valea-i vale Țiganca                             | O.M.P.R., dirijor Nicușor Predescu orchestra Nicușor Predescu                           |
| 1957 | EPB 5143         | shellac, 25 cm, 78 RPM  | N-am să trăiesc cât pământul                                     | O.M.P.R., dirijor Victor Predescu                                                       |
| 1957 | EPB 5147         | shellac, 25 cm, 78 RPM  | 1. Piatră, piatră 2. Am început să îmbătrânesc                   | O.M.P.R., dirijor Nicușor Predescu (1), orchestra Nicușor Predescu                      |
| 1957 | EPA 2408         | shellac, 25 cm, 78 RPM  | La puțul cu cinci izvoare Când o fi la moartea mea               | O.M.P.R., dirijor Victor Predescu                                                       |
| 1958 | EPA 2458         | shellac, 25 cm, 78 RPMM | Tudorițo, nene                                                   | Orch. „Grigoraș Dinicu”, dir. I. Budișteanu                                             |
| 1958 | EPA 2483         | shellac, 25 cm, 78 RPM  | Să uiți că te-am iubit                                           | O.M.P.R., dirijor Nicușor Predescu                                                      |
| 1958 | EPA 2519         | shellac, 25 cm, 78 RPM  | Inimă, de ce nu vrei să-mbătrânești? Cine mi te-a scos în cale   | orchestra Nicușor Predescu                                                              |
| 1958 | EDA 2548         | shellac, 25 cm, 78 RPM  | Și-n chioșc fanfara cânta                                        | Orchestra de Estradă a RTV, dirijor Sile Dinicu                                         |
| 1958 | EPA 2558         | shellac, 25 cm, 78 RPM  | Lasă-mă să pătimesc                                              | O.M.P.R., dirijor Nicușor Predescu                                                      |
| 1958 | EPA 2560         | shellac, 25 cm, 78 RPM  | Car frumos cu patru boi                                          | orchestra Nicușor Predescu                                                              |
| 1959 | EPA 2629         | shellac, 25 cm, 78 RPM  | Ultima mea scrisoare                                             | orchestra Nicușor Predescu                                                              |
| 1959 | EDA 2667         | shellac, 25 cm, 78 RPM  | Mă simt mai tânără ca niciodată Primăvara                        | orchestra Nicușor Predescu                                                              |
| 1959 | EPA 2677         | shellac, 25 cm, 78 RPM  | Ciobănaș cu trei sute de oi (duet cu Mia Braia)                  | O.M.P.R., dirijor Nicușor Predescu                                                      |
| 1960 | EDA 2914         | shellac, 25 cm, 78 RPM  | Lampa De tine nu-mi mai este dor                                 | orchestra Nicușor Predescu                                                              |
| 1961 | EPA 2949         | shellac, 25 cm, 78 RPM  | Gheorghe, Gheorghe Tudorițo nene                                 | orchestra Nicușor Predescu                                                              |

### Discuri de vinil
| An   | Număr de catalog                                               | Format                   | Piese | Acompaniament |
| 1956 | EPC 101                                                        | vinil, 17 cm, 33 RPM     | 3. Țiganca 4. Trece-un car cu boi pe drum | orchestra Nicușor Predescu (1), Orch. „Grigoraș Dinicu”, dir. I. Budișteanu (2)                                                                                               |
| 1956 | EPC 105                                                        | vinil, 17 cm, 33 RPM     | 3. Spune, măiculiță, spune | O.M.P.R., dirijor Victor Predescu |
| 1956 | EPC 108                                                        | vinil, 17 cm, 33 RPM     | 1. M-aș duce și eu la nuntă | O.M.P.R., dirijor Victor Predescu |
| 1957 | EPD 12                                                         | vinil, LP, 25 cm, 33 RPM | 4. Din ochii care-au plâns vreodată | O.M.P.R., dirijor Victor Predescu |
| 1958 | EPC 148                                                        | vinil, 17 cm, 33 RPM     | 2. Lăsați-mă să pătimesc 3. N-am să trăiesc cât pământul | orchestra Nicușor Predescu (2), O.M.P.R., dirijor Victor Predescu (3) |
| 1958 | EDC 154                                                        | vinil, 17 cm, 33 RPM     | 1. Și-n chioșc fanfara cânta | Orch. de Estradă a RTV, dirijor Sile Dinicu |
| 1958 | EDC 159                                                        | vinil, 17 cm, 33 RPM     | 1. Am început să-mbătrânesc 2. Car frumos cu patru boi 3. N-ai să știi niciodată | orchestra Nicușor Predescu |
| 1958 | EPC 161                                                        | vinil, 17 cm, 33 RPM     | 3. Geaba-i lună, geaba-i stele | Orch. „Grigoraș Dinicu”, dirijor I. Budișteanu |
| 1958 | EPD 71                                                         | vinil, LP, 25 cm, 33 RPM | 3. Mi-e dor 5. Primăvara 6. Trece-un car cu boi pe drum 7. Țiganca 8. Mă simt mai tânără ca niciodată | O.M.P.R., dirijor Nicușor Predescu (3) orchestra Nicușor Predescu (5, 7, 8) Orch. „Grigoraș Dinicu”, dir. I. Budișteanu (6)                                                   |
| 1959 | EPD 96                                                         | vinil, LP, 25 cm, 33 RPM | 3. Lampa 6. De tine nu-mi mai este dor | orchestra Nicușor Predescu |
| 1961 | EPE 052                                                        | vinil, LP, 30 cm, 33 RPM | 14. Am început să-mbătrânesc | orchestra Nicușor Predescu |
| 1961 | EPE 053                                                        | vinil, LP, 30 cm, 33 RPM | 3. De la moară pân-la gară | Orch. „Grigoraș Dinicu”, dirijor I. Budișteanu |
| 1962 | EPC 169 (ediția a doua)                                        | vinil, 17 cm, 33 RPM     | 4. Tudorițo, nene | orchestra Nicușor Predescu |
| 1963 | EDC 407                                                        | vinil, 17 cm, 33 RPM     | 1. Să uiți că te-am iubit 2. Inimă, de ce nu vrei să-mbătrânești? 3. Îți amintești | orchestra Nicușor Predescu (1, 2), O.M.P.R., dirijor Victor Predescu (3) |
| 1963 | EDC 408                                                        | vinil, 17 cm, 33 RPM     | 1. Aș vrea iar anii tinereții 2. Cine mi te-a scos în cale 3. Din ochii care-au plâns vreodată | Orch. de Estradă a RTV, dirijor Sile Dinicu (1), orchestra Nicușor Predescu (2), O.M.P.R., dirijor Victor Predescu (3)                                                        |
| 1963 | EPC 410                                                        | vinil, 17 cm, 33 RPM     | 2. Ciobănaș cu trei sute de oi (duet cu Mia Braia) | orchestra Nicușor Predescu |
| 1964 | EPC 464                                                        | vinil, 17 cm, 33 RPM     | 1. Dacă-n douăzeci de toamne 2. Și-n chioșc fanfara cînta 3. Mai rămâi 4. De ce să pleci? | orchestra Nicușor Predescu (1, 3, 4), Orch. de Estradă a RTV, dirijor Sile Dinicu (2)                                                                                         |
| 1963 | EPD 1014                                                       | vinil, LP, 25 cm, 33 RPM | 1. Mi-e dor 2. Țiganca 3. Dor de răzbunare 4. Car frumos cu patru boi 5. N-ai să știi niciodată 6. Am început să-mbătrînesc | O.M.P.R., dirijori: Nicușor Predescu (1, 3), Victor Predescu (5), orchestra Nicușor Predescu (2, 4, 6)                                                                        |
| 1964 | EPD 1064                                                       | vinil, LP, 25 cm, 33 RPM | 1. În micul orășel 2. De dragul tău 3. Romanța dragostei 4. Dacă nu te-ndeamnă dorul 5. Mi-e dor de nopți cu lună plină 6. Stai tinerețe pe loc 7. Să treci prin lume fără dor 8. Romanța mea | orchestra Nicușor Predescu |
| 1965 | EPD 1084                                                       | vinil, LP, 25 cm, 33 RPM | 1. Piatră, piatră 2. Geaba-i lună, geaba-i stele 3. La puțul cu cinci izvoare 4. De la moară pân-la gară 5. Dealu-i deal și valea-i vale 6. Tudorițo, nene 7. Era iarnă și ningea 8. Anicuța neichii dragă | O.M.P.R., dirijori: Nicușor Predescu (1, 5), Victor Predescu (3, 7), Orchestra „Grigoraș Dinicu”, dirijor Ionel Budișteanu (2, 8), orchestra Nicușor Predescu (4, 6)          |
| 1966 | EPD 1111                                                       | vinil, LP, 25 cm, 33 RPM | 1. Pelin beau, pelin mănânc 2. I-auzi valea cum mai sună 3. Dă Doamne și omului 4. De-aș trăi ca bradu-n munte 5. Bate vântul vinerea 6. Mai vino seara pe la noi 7. Inimă cu venin mult 8. Leliță Ioană | orchestra Nicușor Predescu |
| 1966 | ST-EPD 1142                                                    | vinil, LP, 25 cm, 33 RPM | 1. Pelin beau, pelin mănînc 2. I-auzi valea cum mai sună 3. Dă Doamne și omului 4. Bate vîntul vinerea 5. Mai vino seara pe la noi 6. Inimă cu venin mult | orchestra Nicușor Predescu |
| 1967 | EPD 1172                                                       | vinil, LP, 25 cm, 33 RPM | 1. Lasă-mă să pătimesc 2. Di, di, di, murgule, di 3. N-am să trăiesc cît pământul 4. Ridică, mândro, perdeaua 5. M-a-mbătrânit supărarea 6. Când o fi la moartea mea 7. Dorule și-o boală grea | orchestra Nicușor Predescu |
| 1967 | ST-EPD 1182                                                    | vinil, LP, 25 cm, 33 RPM | 1. Lasă-mă să pătimesc 2. Di, di, di, murgule, di 3. N-am să trăiesc cât pământul 4. Ridică, mândro, perdeaua 5. M-a îmbătrânit supărarea 6. Când o fi la moartea mea 7. Dorule și-o boală grea | orchestra Nicușor Predescu |
| 1971 | EPE 0539 Romanțe                                               | vinil, LP, 30 cm, 33 RPM | 1. Te rog să uiți că te-am iubit 2. Cine mi te-a scos în cale? 3. Îți amintești? 4. Aș vrea iar anii tinereții 5. Din ochii care-au plâns vreodată 6. Dacă-n douăzeci de toamne 7. Mai rămâi 8. De ce să pleci? 9. Inimă de ce nu vrei să-mbătrânești 10. Și-n chioșc fanfara cînta | orchestra Nicușor Predescu (1, 2, 6-9), O.M.P.R., dirijor Victor Predescu (3, 5), Orchestra de estradă a RTV, dirijor Sile Dinicu (4, 10)                                     |
| 1974 | STM-EPE 01007 Leliță Ioană reeditare EPD 1111, 1084, 1172-1    | vinil, LP, 30 cm, 33 RPM | 1. Pelin beau, pelin mănânc 2. I-auzi valea cum mai sună 3. Dă Doamne și omului 4. De-aș trăi ca bradu-n munte 5. Bate vântul vinerea 6. Mai vino seara pe la noi 7. Inimă cu venin mult 8. Leliță Ioană 9. Piatră, piatră 10. De la moară pân-la gară 11. Tudorițo nene 12. Lasă-mă să pătimesc 13. Di, di, di murgule di 14. N-am să trăiesc cât pământul 15. Ridică, mândro, perdeaua | orchestra Nicușor Predescu (1-8, 10-15), O.M.P.R., dirijor Nicușor Predescu (9)                                                                                               |
| 1974 | STM-EPE 01010 În micul orășel Romanțe reeditare EPD 1064, 1014 | vinil, LP, 30 cm, 33 RPM | 1. În micul orășel 2. De dragul tău 3. Dacă nu te-ndeamnă dorul 4. Mi-e dor de nopți cu lună plină 5. Să treci prin lume fără dor 6. Car frumos cu patru boi 7. Mi-e dor 8. Țiganca 9. Dor de răzbunare 10. N-ai să știi niciodată 11. Am început să-mbătrânesc | orchestra Nicușor Predescu (1-6, 8, 11), O.M.P.R., dirijori: Nicușor Predescu (7, 9), Victor Predescu (10)                                                                    |
| 1987 | EPE 03097 La umbra nucului bătrân                              | vinil, LP, 30 cm, 33 RPM | 1. Primăvara a sosit 2. Te-aștept pe-același drum 3. La umbra nucului bătrân 4. Nu se poate 5. Stai, tinerețe, pe loc 6. Sub vișinul înflorit 7. De tine nu-mi mai este dor 8. Adio, clipe fericite | O.M.P.R., dirijor Nicușor Predescu (1-3, 6, 8), Orchestra de Estradă a RTV, dirijor Sile Dinicu (4), orchestra Nicușor Predescu (5, 7)                                        |
| 1987 | EPE 03098 Anicuța neichii dragă                                | vinil, LP, 30 cm, 33 RPM | 1. Dorule și-o boală grea 2. De la primărie-n sus 3. Bulgăraș de gheață rece 4. Buna seara, mândră bună 5. Am o mândră mitică 6. Anicuța neichii dragă 7. Frunză verde mărăcine 8. Geaba-i lună, geaba-i stele 9. Era iarnă și ningea 10. Toată lumea-mi zice lotru 11. Mi s-a rupt căruța-n drum 12. Dealu-i deal și valea-i vale 13. La puțul cu cinci izvoare                         | O.M.P.R., dirijori: Nicușor Predescu (1, 4, 10, 12), Victor Predescu (9, 13), Orch. „Grigoraș Dinicu”, dir. I. Budișteanu (2, 3, 5, 6, 8, 11), orchestra Nicușor Predescu (7) |

### Casete audio
| An   | Număr de catalog                 | Format       | Piese | Acompaniament |
| 1977 | STC 0054                         | casetă audio | 1. Te rog să uiți, că te-am iubit 2. Cine mi te-a scos în cale? 3. Aș vrea iar anii tinereții 4. Mai rămâi 5. De ce să pleci? 6. Inimă, de ce nu vrei să-mbătrânești? 7. De dragul tău 8. N-ai să știi niciodată 9. Pelin beau, pelin mănânc 10. I-auzi valea cum mai sună 11. Mai vino seara pe la noi 12. Leliță Ioană 13. Piatră, piatră 14. De la moară pân' la gară 15. Tudorițo, nene 16. N-am să trăiesc cât pământul | orchestra Nicușor Predescu (1, 2, 4-7, 9-12, 14-16), O.M.P.R., dirijori: Victor Predescu (8), Nicușor Predescu (13)                                                             |
| 1987 | MC 00430 La umbra nucului bătrân | casetă audio | 1. Primăvara a sosit 2. Adio, clipe fericite 3. La umbra nucului bătrân 4. Nu se poate 5. Dacă nu te-ndeamnă dorul 6. Dor de răzbunare 7. Stai, tinerețe, pe loc 8. Sub vișinul înflorit 9. De tine nu-mi mai este dor 10. Te-aștept pe-același drum 11. Mi-e dor 12. Mi-e dor de nopți cu lună plină | O.M.P.R., dirijor Nicușor Predescu (1-3, 6, 8, 10, 11), Orch. de Estradă a RTV, dirijor Sile Dinicu (4), orchestra Nicușor Predescu (5, 7, 9, 12)                               |
| 1987 | MC 00431 Anicuța neichii dragă   | casetă audio | 1. Dorule și-o boală grea 2. De la primărie-n sus 3. Bulgăraș de gheață rece 4. Buna seara, mândră bună 5. Am o mândră mitică 6. Anicuța neichii dragă 7. Frunză verde mărăcine 8. Geaba-i lună, geaba-i stele 9. Era iarnă și ningea 10. Toată lumea-mi zice lotru 11. Mi s-a rupt căruța-n drum 12. Dealu-i deal și valea-i vale 13. La puțul cu cinci izvoare                                                             | O.M.P.R., dirijori: Nicușor Predescu (1, 4, 10, 12), Victor Predescu (9, 13) Orch. „Grigoraș Dinicu”, dirijor I. Budișteanu (2, 3, 5, 6, 8, 11), orchestra Nicușor Predescu (7) |

### Producții postume
| An   | Număr de catalog                                                | Format       | Piese | Acompaniament |
| 1994 | ELCD 155 Volumul 1                                              | compact disc | 1. Tudorițo, nene 2. Mai vino, seara, pe la noi 3. Mi-e dor 4. Inimă, de ce nu vrei să-mbătrânești? 5. Di, di, di,murgule di 6. Piatră, piatră 7. Leliță, Ioană 8. Țiganca 9. Dor de răzbunare 10. Și-n chioșc fanfara cânta 11. Lampa 12. Pelin beau, pelin mănânc 13. I-auzi valea cum mai sună 14. Da, Doamne și omului 15. Să treci prin lume fără dor 16. N-ai să știi niciodată 17. Am început să-mbătrânesc 18. Aș vrea iar anii tinereții 19. Ridică, mândro, perdeaua 20. Inima cu venin mult 21. Ciobănaș cu trei sute de oi (duet cu Mia Braia)                                  | orchestra Nicușor Predescu (1, 2, 4, 5, 7, 8, 11, 12-15, 17, 19-21), O.M.P.R., dirijori: Nicușor Predescu (3, 6, 9), Victor Predescu (16), Orchestra de Estradă Radio, dirijor Sile Dinicu (10, 18)                                                                       |
| 1994 | ELCD 156 Volumul 2                                              | compact disc | 1. Dealu-i deal și valea-i vale 2. La puțul cu cinci izvoare 3. Bulgăraș de ghiață rece 4. Car frumos cu patru boi 5. Te-aștept pe-acelaș drum 6. La umbra nucului bătrân 7. Geaba-i luna, geaba-i stele 8. De la moară pân-la gară 9. Toată lumea-mi zice lotru 10. Bate, vântu, vinerea 11. Cine mi te-a scos în cale 12. Adio, clipe fericite 13. De tine nu-mi mai este dor 14. Buna seara, mândră bună 15. Am o mândră mititică 16. Anicuța, neichii, dragă 17. De-aș trăi ca bradu-n munte 18. De dragul tău 19. Nu se poate 20. Lasă-mă să pătimesc 21. N-am sa trăiesc cat pământul | O.M.P.R., dirijori: Nicușor Predescu (1, 5, 6, 9, 12), Victor Predescu (2), Orchestra „Grigoraș Dinicu”, dirijor Ionel Budișteanu (3, 7, 15, 16), orchestra Nicușor Predescu (4, 8, 10, 11, 13, 14, 17, 18, 20, 21), Orchestra de Estradă Radio, dirijor Sile Dinicu (19) |
| 2006 | EDC 542 Volumul 3                                               | compact disc | 1. La fereastra cu zorele 2. De la primărie-n sus 3. Te rog sa uiți ca te-am iubit 4. Era iarnă și ningea 5. Trece-un car cu boi pe drum 6. Mai rămâi 7. Din ochii care-au plâns vreodată 8. M-aș duce și eu la nuntă 9. Primăvara a sosit 10. În micul orășel 11. Spune, măiculiță, spune 12. Mi-e dor de nopți cu lună plină 13. M-a mânat mama la vie 14. Destăinuire 15. Ultima mea scrisoare 16. Sub vișinul inflorit | orchestra Nicușor Predescu (1, 3, 6, 10, 12, 15), Orchestra „Grigoraș Dinicu”, dirijor Ionel Budișteanu (2, 5), O.M.P.R., dirijori: Nicușor Predescu (4, 9, 13, 14, 16), Victor Predescu (7, 8, 11)                                                                       |
| 2006 | EDC 545 Volumul 4                                               | compact disc | 1. Mi s-a rupt căruța-n drum 2. Dacă-n douăzeci de toamne 3. Dorule și-o boala grea 4. Mă simt mai tânără ca niciodată 5. Se-aude clopotul la schit 6. Ce te-ai face inimă 7. Gheorghe, Gheorghe 8. M-a îmbătrânit supărarea 9. Dacă nu te-ndeamnă dorul 10. Îți amintești 11. Cine-a pus cârciuma-n drum 12. De ce să pleci 13. Stai tinerețe pe loc 14. Romanța mea 15. Frunză verde mărăcine | Orchestra „Grigoraș Dinicu”, dirijor Ionel Budișteanu (1), orchestra Nicușor Predescu (2, 4-9, 12-15), O.M.P.R., dirijor Victor Predescu (3, 10, 11) |
| 2011 | EDC 1004 Comori ale muzicii românești. De la moară pân' la gară | compact disc | 1. Leliță Ioană 2. De-aș trăi ca bradu-n munte 3. Di, di, di, murgule di 4. M-a-mbătrânit supărarea 5. Lasă-mă să pătimesc! 6. Dorule și-o boală grea 7. Mi s-a rupt căruța-n drum 8. Piatră, piatră 9. Am o mândră mititică 10. Era iarnă și ningea 11. M-aș duce și eu la nuntă 12. Spune, măiculiță, spune 13. Inimă cu venin mult 14. Ridică, mândră, perdeaua 15. Când o fi la moartea mea 16. Pelin beau, pelin mănânc 17. N-am să trăiesc cât pământul 18. La puțul cu cinci izvoare 19. Tudorițo, nene 20. De la moară pân' la gară                                                 | orchestra Nicușor Predescu (1-5, 13-16), O.M.P.R., dirijori: Victor Predescu (6, 10, 12, 17, 18), Nicușor Predescu (5, 8), Orchestra „Grigoraș Dinicu”, dirijor Ionel Budișteanu (7, 9, 19, 20)                                                                           |

## ÎnregistrăriRadio România

### Discuri de gramofon
| Anul înreg. | Piese | Acompaniament                | Note                   |
| 1940        | disc  | Spune, mândro, drept și bine | difuzat la 22 mai 1940 |

### Benzi de magnetofon
| Anul înreg. | Piese                                                       | Acompaniament                                                 | Note                                                 |
| 13.05.1953  | Am o mândră mititică                                        | Orchestra „Grigoraș Dinicu”, dirijor Ionel Budișteanu         | transpusă și pe discul EPA 1868                      |
| 13.05.1953  | Anicuța neichii dragă                                       | Orchestra „Grigoraș Dinicu”, dirijor Ionel Budișteanu         | transpusă și pe discul EPB 5079                      |
| 13.05.1953  | Bulgăraș de gheață rece                                     | Orchestra „Grigoraș Dinicu”, dirijor Ionel Budișteanu         | transpusă și pe discul EPB 2082                      |
| 13.05.1953  | De la moară pân' la gară                                    | Orchestra „Grigoraș Dinicu”, dirijor Ionel Budișteanu         | transpusă și pe discul EPB 5080                      |
| 13.05.1953  | De la primărie-n sus                                        | Orchestra „Grigoraș Dinicu”, dirijor Ionel Budișteanu         | —                                                    |
| 13.05.1953  | Geaba-i lună, geaba-i stele                                 | Orchestra „Grigoraș Dinicu”, dirijor Ionel Budișteanu         | transpusă și pe discul EPA 2083                      |
| 13.05.1953  | Mi s-a rupt căruța-n drum                                   | Orchestra „Grigoraș Dinicu”, dirijor Ionel Budișteanu         | —                                                    |
| 13.05.1953  | Trece-un car cu boi pe drum (Emanuel Ionescu)               | Orchestra „Grigoraș Dinicu”, dirijor Ionel Budișteanu         | transpusă și pe discul EPB 5081                      |
| 13.05.1953  | Tudorițo nene                                               | Orchestra „Grigoraș Dinicu”, dirijor Ionel Budișteanu         | transpusă și pe discul EPA 1868                      |
| 1955        | Din ochii care-au plâns vreodată (I. Fernic / M. Ionescu)   | O.M.P.R., dirijor Victor Predescu                             | transpusă și pe discul EPB 5063                      |
| 1955        | Destăinuire                                                 | O.M.P.R., dirijor Nicușor Predescu                            | transpusă și pe discul EPB 5084                      |
| 1955        | La umbra nucului bătrân (Ionel Fernic / Al. Dinescu)        | O.M.P.R., dirijor Nicușor Predescu                            | —                                                    |
| 1955        | Te-aștept pe-același drum                                   | O.M.P.R., dirijor Nicușor Predescu                            | transpusă și pe discul EPB 5063                      |
| 1955        | Piatră, piatră                                              | O.M.P.R., dirijor Nicușor Predescu                            | transpusă și pe discul EPB 5147                      |
| 1956        | Bună seara, mândră bună                                     | O.M.P.R., dirijor Nicușor Predescu                            | —                                                    |
| 1956        | Dealu-i deal și valea-i vale                                | O.M.P.R., dirijor Nicușor Predescu                            | transpusă și pe discul EPA 2225                      |
| 1956        | Dor de răzbunare (George Cavadia / Carol Scrob)             | O.M.P.R., dirijor Nicușor Predescu                            | transpusă și pe discul EPA 2084                      |
| 1956        | M-a mânat mama la vie                                       | O.M.P.R., dirijor Nicușor Predescu                            | transpusă și pe discul EPB 5070                      |
| 1956        | Mi-e dor (Nelu Danielescu / M. Ionescu-Quintus, Gh. Preda)  | O.M.P.R., dirijor Nicușor Predescu                            | transpusă și pe discul EPB 5081                      |
| 1956        | Toată lumea-mi zice lotru                                   | O.M.P.R., dirijor Nicușor Predescu                            | transpusă și pe discul EPB 5080                      |
| 1956        | Țiganca (Ionel Fernic / Artur Enășescu)                     | O.M.P.R., dirijor Nicușor Predescu                            | transpusă și pe discul EPA 2225                      |
| 1956        | Era iarnă și ningea                                         | O.M.P.R., dirijor Victor Predescu                             | solo acordeon: Marcel Budală                         |
| 1956        | M-aș duce și eu la nuntă                                    | O.M.P.R., dirijor Victor Predescu                             | transpusă și pe discul EPA 2156                      |
| 1956        | Spune, măiculiță, spune                                     | O.M.P.R., dirijor Victor Predescu                             | solo acordeon: Marcel Budală                         |
| 1957        | Aș muri, moartea nu-mi vine (Când o fi la moartea mea)      | O.M.P.R., dirijor Victor Predescu                             | solo acordeon: Marcel Budală                         |
| 1957        | Dorule și-o boală grea                                      | O.M.P.R., dirijor Victor Predescu                             | solo acordeon: Marcel Budală                         |
| 1957        | La puțul cu cinci izvoare                                   | O.M.P.R., dirijor Victor Predescu                             | transpusă și pe discul 2408                          |
| 1957        | Îți amintești (Alexandru Corfescu / Harry Negrin)           | O.M.P.R., dirijor Victor Predescu                             | solo acordeon: Marcel Budală solo vioară: Ionel Banu |
| 1957        | N-am să trăiesc cât pământul                                | O.M.P.R., dirijor Victor Predescu                             | solo acordeon: Marcel Budală solo vioară: Ionel Banu |
| 1957        | N-ai să știi niciodată (Henri Christiné / I. Băjescu-Oardă) | O.M.P.R., dirijor Victor Predescu                             | —                                                    |
| 1957        | Adio, clipe fericite (romanță de Ionel Băjescu-Oardă)       | O.M.P.R., dirijor Nicușor Predescu                            | —                                                    |
| 1957        | Car frumos cu patru boi (Zavaidoc Th. / Vasile Militaru)    | O.M.P.R., dirijor Nicușor Predescu                            | —                                                    |
| 1957        | Primăvara (romanță de Nelu Danielescu)                      | O.M.P.R., dirijor Nicușor Predescu                            | —                                                    |
| 1957        | Sub vișinul înflorit (Iosif Paschill / Carol Scrob)         | O.M.P.R., dirijor Nicușor Predescu                            | —                                                    |
| 1958        | Lasă-mă să pătimesc                                         | O.M.P.R., dirijor Nicușor Predescu                            | transpusă și pe discul EPA 2558                      |
| 1958        | Să uiți că te-am iubit                                      | O.M.P.R., dirijor Nicușor Predescu                            | transpusă și pe discul EPA 2483                      |
| 1958        | Aș vrea iar anii tinereții                                  | Orchestra de estradă a Radioteleviziunii, dirijor Sile Dinicu | transpusă pe discul EPC 408                          |
| 1958        | Și-n chioșc fanfara cânta                                   | Orchestra de estradă a Radioteleviziunii, dirijor Sile Dinicu | transpusă și pe discul EDA 2548                      |
| 1959        | Ciobănaș cu trei sute de oi (în duet cu Mia Braia)          | O.M.P.R., dirijor Nicușor Predescu                            | transpusă și pe discul EPA 2677                      |
| 1969        | Nu se poate (romanță de Henry Mălineanu)                    | Orchestra de estradă a Radioteleviziunii, dirijor Sile Dinicu | ultima sa înregistrare de studio                     |
| indisp.     | Cine-a pus cârciuma-n drum                                  | O.M.P.R., dirijor Victor Predescu                             | —                                                    |

## Intercont Music
| An   | Număr de catalog     | Format       | Piese | Acompaniament |
| 1994 | IMCD 1107 Restituiri | compact disc | 1. Am început să-mbătrânesc 2. Aș muri, moarta nu vine 3. La umbra nucului bărân 4. Piatră, piatră 5. Pelin beau, pelin mănânc 6. Adio, clipe fericite 7. Bate vântul vinerea 8. E Rița, fecioara [Țiganca] 9. Boala-i boală, de e boală [N-am să trăiesc cât pământul] 10. Anicuța neichii, dragă 11. Mi-e dor... 12. Astă iarnă, era iarnă 13. Te aștept pe același drum 14. Mi s-a rupt căruța-n drum 15. Tudorițo nene 16. Aș vrea iar anii tinereții 17. Interviu cu Ioana Radu (fragmente) | orchestra Nicușor Predescu (1, 5, 7, 8), O.M.P.R., dirijori: Nicușor Predescu (2-4, 6, 11-13), Victor Predescu (9, 12), Orch. „Grigoraș Dinicu”, dirijor Ionel Budișteanu (10, 14, 15), Orch. de Estradă a RTV, dirijor Sile Dinicu (16) |

### Jurnalul Național
| An   | Număr de catalog           | Format       | Piese | Acompaniament |
| 2007 | Muzică de Colecție Vol. 24 | compact disc | 1. Cine te-a făcut pe tine? [Tudorițo, nene] 2. Inimă, de ce nu vrei să-mbătrânești? 3. Draga mea, fă-ți calea-ncoace! 4. Și-am o mândră mititică 5. Cine mi te-a scos în cale (romanță) 6. În noaptea de Moș Ajun [Mi s-a rupt căruța-n drum] 7. De-ai fi om și te-ai pricepe 8. Și cu cât mă duce gândul [Car frumos cu patru boi] 9. La puțul cu cinci izvoare 10. Maică, urâtul mă cere 11. Ce folos de-așa câmpie 12. Dorule și-o boală grea 13. De cine dorul se leagă 14. Te rog să uiți că te-am iubit (romanță) 15. Spune măiculiță, spune 16. Pădure și iar pădure 17. E Rița fecioara cu ochii șprințari [Țiganca] 18. M-a-mbătrânit supărarea 19. Lasă-mă să pătimesc! | Orch. „Grigoraș Dinicu”, dir. Ionel Budișteanu (1, 4), O.M.P.R., dirijor Nicușor Predescu (2, 5, 15), taraful Fănică Fir-Lalea (3, 6, 7, 10, 11), orchestra Nicușor Predescu (8, 14, 17, 19), orchestra Vasile Julea (9, 12, 13, 16, 18) |